# Police en civil
 (janvier 2021).
La police en civil est la qualification donnée à la police de service public lorsqu'elle intervient sans porter d'uniforme de façon à ne pas être identifiée pour procéder à des opérations sous couverture (Undercover). 

## Au Royaume-Uni
- Police au Royaume-Uni
- Plainclothes policeman : Undercover operation
- Police en civil au Royaume-Uni (en)

## En France
La police utilise ce mode d'opération pour des raisons de discrétion, et de protection des intervenants, en milieu a priori hostile.

## Procédures

### Règles
En France la jurisprudence ne fait aucune différence entre les droits conférés aux policiers en civil et les droits conférés aux policiers en uniforme. 
Les policiers sont tenus d'avoir leur numéro de matricule apparent sur leurs uniformes. Il est possible pour une unité d'y déroger, dans le cadre de certaines missions exceptionnelles. L'article R434-15 crée ainsi cette exception.  

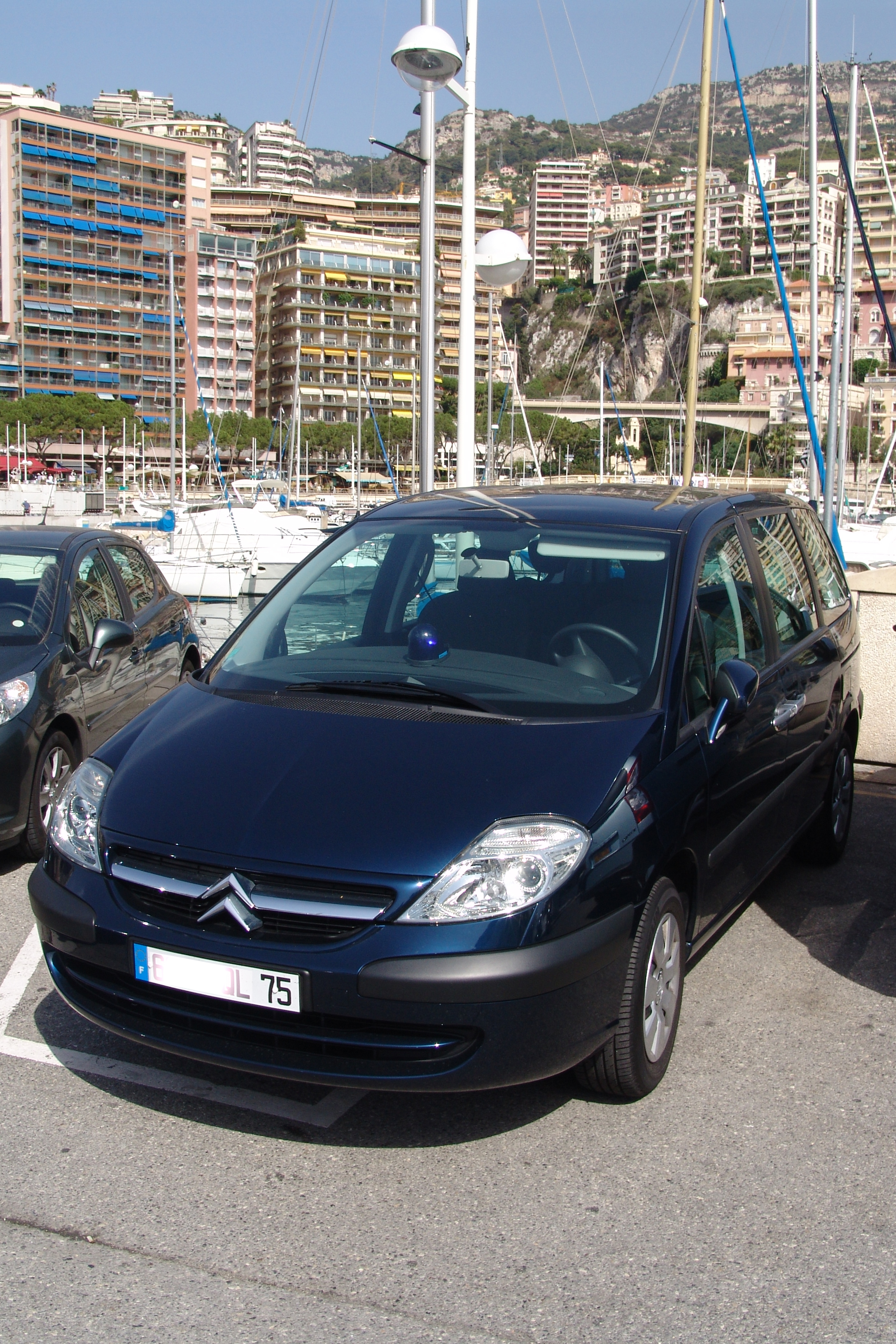
Un véhicule de police de marque Citroën à Monaco déguisé avec gyrophare posé sur le tableau de bord.

### Cas particuliers
Certains agents sont, en raison de leurs missions, exemptés du port du numéro de matricule. Ces modalités sont précisées au sein de l'arrêté du 24 décembre 2013). On y distingue trois cas :
- les agents chargés de la sécurité des sites de la Direction générale de la Sécurité intérieure,
- les agents attachés à la sécurité des bâtiments des représentations diplomatiques françaises à l'étranger,
- les personnels appelés à revêtir leur tenue d'honneur lors de cérémonies ou commémorations.

### Sanctions
L'Article 434-27 de la déontologie de la police nationale énonce :

« Tout manquement du policier ou du gendarme aux règles et principes définis par le présent code de déontologie l'expose à une sanction disciplinaire en application des règles propres à son statut, indépendamment des sanctions pénales encourues le cas échéant. »

Le non-port du RIO par un agent en fonction peut être un motif allant à l'encontre de l'agent lors d'une affaire judiciaire par exemple. 
France Info note toutefois une absence de statistiques à propos de ces manquements, les seules sanctions existantes étant un rappel à l'ordre ou un avertissement. 

## Usage
Certaines manifestations peuvent être infiltrées par des policiers en civil de manière systématique. Les policiers décrivent la nécessité pour eux de « repérer, et éventuellement d'interpeller les casseurs individuellement ». Mais cette technique est controversée, d'autant que l'on peut confondre certains casseurs avec les policiers eux-mêmes.[Interprétation personnelle ?]

## Critiques
Les policiers sont critiqués pour leur non-respect de la procédure. « Il est parfois difficile de distinguer la tenue de certains policiers de celle des black blocs ». 
Certaines critiques sont à l'égard de l'absence systématique de numéros sur les uniformes policiers.